# フランク・モレノ
フランク・モレノ（Frank Esteban Moreno Garcia  1965年11月17日- ）は、キューバのマタンサス州出身の柔道選手。階級は100kg超級。身長185cm。体重134kg。

## 人物
1989年の世界選手権95kg超級では決勝まで進むものの、小川直也に横四方固で敗れて2位となった。無差別では3回戦で小川に合技で敗れた。1991年の世界選手権では決勝でソ連のセルゲイ・コソロトフに腕挫十字固で敗れてまたも2位に終わった。1992年のバルセロナオリンピックでは、3位決定戦でフランスのダビド・ドゥイエに有効で敗れて5位に終わった。1996年のアトランタオリンピックでは初戦で敗れた。

## 主な戦績
(階級表記のない大会は全て95kg超級及び100kg超級での成績)
- 1984年 - パンナム選手権　2位
- 1987年 - パンアメリカン競技大会　優勝
- 1988年 - チェコ国際　2位
- 1988年 - パンナム選手権　優勝
- 1989年 - ブルガリア国際　3位
- 1989年 - 世界選手権　2位
- 1990年 - ベルギー国際　95kg超級　2位 無差別　優勝
- 1990年 - グッドウィルゲームズ　2位
- 1990年 - パンナム選手権　優勝
- 1991年 - フランス国際　3位
- 1991年 - ブルガリア国際　優勝
- 1991年 - 世界選手権　2位
- 1991年 - パンアメリカン競技大会　優勝
- 1991年 - パンナム選手権　2位
- 1992年 - バルセロナオリンピック　5位
- 1993年 - フランス国際　3位
- 1994年 - オーストリア国際　2位
- 1994年 - パンナム選手権　優勝
- 1995年 - ベルギー国際　無差別　2位
- 1995年 - パンナム選手権　2位
- 1995年 - 世界選手権　無差別　5位